# 馬蒂亞斯·延森
馬蒂亞斯·延森（丹麥語：Mathias Jensen；1996年1月1日—）是丹麥的一位足球運動員。現效力於英超球隊賓福特和丹麥國家足球隊，在場上的位置是中場。

## 俱樂部生涯
延森在2015年1月和洛斯查蘭特簽訂了新的三年合約。
2019年7月10日，延森轉會至英格蘭，與英冠俱樂部賓福特簽訂了一份為期四年的合約，並可選擇再續約一年。

## 國家隊生涯
延森曾代表丹麥U21國家隊參賽並參加了2017年欧洲U-21足球锦标赛、2019年歐洲U-21足球錦標賽。
2020年10月7日，延森在對陣法羅群島的友誼賽中首發，完成了自己的丹麥國家足球隊首秀，該場比賽以4-0獲勝。
2021年3月28日，延森在2022年世界盃外圍賽對陣摩爾多瓦的比賽踢進了自己的第一個國際進球，幫助丹麥隊以8-0獲得勝利。
延森入选了2020年欧洲國家盃丹麦队的大軍名單，在丹麦队进入半决赛的6场比赛中，他每场都以替补身份上場。

## 榮譽
賓福特
- 英冠附加賽冠軍：2021年[5]

### 個人
- 丹麥年度最佳人才：2017年
- 洛斯查蘭特年度最佳球員：2017–18賽季

## 生涯統計

### 國家隊進球
最後更新：2021年3月28日
| #  | 日期       | 比賽場地              | 對手     | 比分 | 賽果 | 賽事               |
| -- | ---------- | --------------------- | -------- | ---- | ---- | ------------------ |
| 1. | 2021.03.28 | 丹麥, 海寧, MCH競技場 | 摩尔多瓦 | 5-0  | 8-0  | 2022年世界盃外圍賽 |

## 外部連結
- Soccerway資料庫：馬蒂亞斯·延森